# 아오이 미노루
아오이 미노루(青井 実, あおい みのる, 1981년 1월 2일 도쿄도 ~ )은 일본의 언론인이며 전 NHK 소속의 남성 아나운서이다.

## 생애 및 입사
아오이 미노루(靑井 実) 아나운서는 1981년 1월 2일 일본 도쿄도에서 태어나 게이오기주쿠 고등학교를 졸업하고 게이오기주쿠 대학 경제학부를 졸업을 하고 2003년에 NHK에 입사했다. 입사동기로는 아라이 히데카즈.하시모토 나오코, 모리타 요헤이 아나운서이다. 그는 입사후 첫 발령지인 NHK 오사카 방송국에서 아나운서로써 시작을 했다. 2003년부터 2007년 3월까지 활동하다가 2007년 4월 개편에 따라 도쿄도에 NHK 방송 센터로 옮겼다. 1차로 도쿄 NHK 아나운서실에서 활동했을 당시 2012년과 2014년 NHK 홍백가합전에 라디오 중계를 해었다. 그렇게 아오이 아나운서는 2007년 4월부터 2015년 9월까지 8년 5개월 동안 있었다가 2015년 9월 중순 조직개편에 따라 다시 NHK 오사카 방송국으로 옮겼다. 2016년까지 NHK 오사카에 있다가 다시 2017년 다시 NHK 방송 센터에 2차로 옮겨 지금 활동하고 있다.

### 방송 경력
아오이(靑井) 아나운서는 2017년부터 2019년 3월 29일까지 NHK 종합 텔레비전에 뉴스 체크 11를 진행하고 2019년 4월 6일에 NHK의 개편에 따라 주말,공휴일 NHK 뉴스 7에 메인캐스터로 이케다 노부코 아나운서와 함께 2022년 4월 2일까지 진행을 하다가 2022년 4월 4일 봄개편에 따라 뉴스 워치 9의 진행자로 활약하다가 2024년 1월 17일 마지막 방송을 끝으로 2월 29일에 NHK를 퇴사했다. 이후 2024년 4월부터 프리랜서 아나운서 신분으로 후지TV에서 방송되는 라이브 뉴스 잇!(Live News イット!)의 캐스터로 활동할 예정이다.